# Troutman
Troutman és una població dels Estats Units a l'estat de Carolina del Nord. Segons el cens del 2000 tenia 1.592 habitants.

## Demografia
Segons el cens del 2000, Troutman tenia 1.592 habitants, 638 habitatges i 449 famílies. La densitat de població era de 295,5 habitants per km².
Dels 638 habitatges en un 30,4% hi vivien nens de menys de 18 anys, en un 52% hi vivien parelles casades, en un 12,5% dones solteres, i en un 29,6% no eren unitats familiars. En el 25,7% dels habitatges hi vivien persones soles el 10% de les quals corresponia a persones de 65 anys o més que vivien soles. El nombre mitjà de persones vivint en cada habitatge era de 2,5 i el nombre mitjà de persones que vivien en cada família era de 2,99.
Per edats la població es repartia de la següent manera: un 24,6% tenia menys de 18 anys, un 7,9% entre 18 i 24, un 28% entre 25 i 44, un 24,9% de 45 a 60 i un 14,8% 65 anys o més.
L'edat mitjana era de 39 anys. Per cada 100 dones de 18 o més anys hi havia 89,7 homes.
La renda mitjana per habitatge era de 41.786 $ i la renda mitjana per família de 47.569 $. Els homes tenien una renda mitjana de 31.071 $ mentre que les dones 22.813 $. La renda per capita de la població era de 19.261 $. Entorn del 5,2% de les famílies i el 6% de la població estaven per davall del llindar de pobresa.

## Poblacions més properes
El següent diagrama mostra les poblacions més properes.